# Lac sacré
Dans la culture égyptienne, le lac sacré, qui accompagne souvent un temple, est le siège de nombre de croyances religieuses.
L'eau de ce lac proviendrait directement du Noun, l'Océan des origines, qui environne la terre. Elle est le siège des mystères liés à Osiris ainsi que l'un des éléments de la cosmogonie égyptienne qui intervient à la fois dans les rituels de purification et dans de nombreuses offrandes.

## Égypte antique

### Lac sacré du temple de Karnak

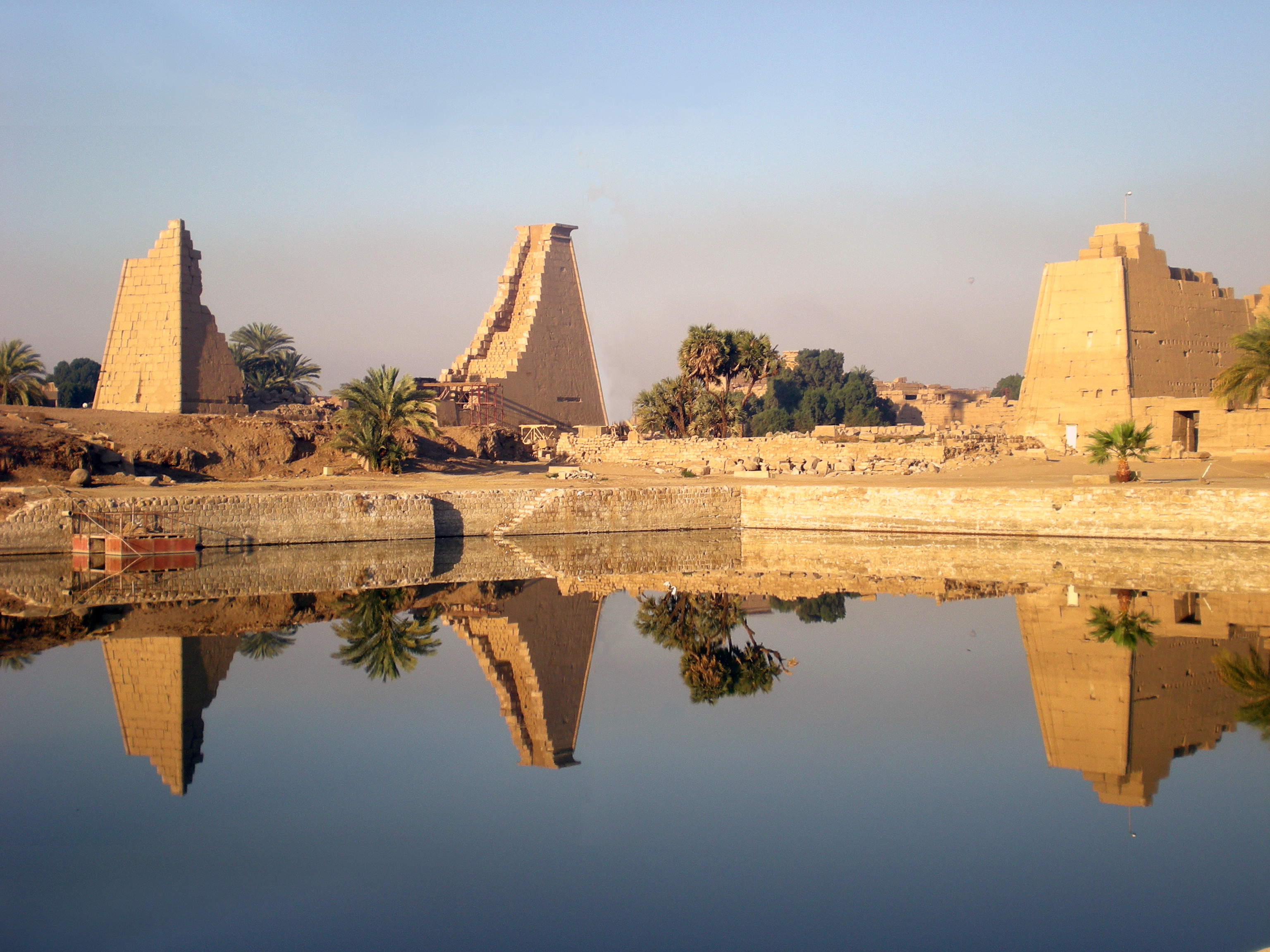
Lac sacré du temple de Karnak

Le dernier état du lac sacré de Karnak a été attribué à Thoutmôsis III. Un nilomètre construit dans l'angle nord-ouest du lac servait à mesurer la hauteur de la crue.
Les magasins d'offrandes et les ateliers s'élevaient sur un monticule dominant le lac, au sud, servant à l'alimentation du dieu dans le culte journalier. Sur les côtés étaient construits des logements pour les prêtres, et une volière pour les oiseaux sacrés. Dans leur état actuel, ils datent de la XXIXe dynastie, mais remplacent des magasins de la XVIIIe dynastie.
Au bord du lac, Amenhotep III fit sculpter un monumental scarabée en ronde-bosse sur un socle. C'est l'incarnation du dieu Atoum-Khépri, le Principe créateur qui se manifeste dans le soleil levant en sortant des ténèbres. Il est le symbole des métamorphoses.

### Lac sacré de Tanis
Le lac sacré de Tanis est découvert par les équipes de Pierre Montet en 1948, dans l'angle nord-est de la tombe de Psousennès Ier. Il occupe une surface de soixante mètres sur cinquante. Le lac est contenu dans un cadre de pierres et d'un talus de briques crues. L'intérieur était étanche, recouvert de plaques de calcaire. Une nappe d'eau passe à 5,50 mètres sous la terre.
Montet observe cependant que, si la structure semble être bâtie dans un style Ancien Empire, elle est plus moderne que cette période et ne fait que la copier.

## Autres cultures
Le lac de Pushkar est considéré comme sacré dans la culture hindoue.